# Ohře
Ohře (Ogra) je rijeka u Češkoj, lijeva pritoka Labe, duga 316 km.

## Opis
Na rijeci se nalazi gradić Klášterec nad Ohří.